# Ligonier (Pennsylvanie)
Pour les articles homonymes, voir Ligonier.
Ligonier est un borough du comté de Westmoreland en Pennsylvanie.
La ville date de 1760 quand les forces britanniques étaient en guerre contre les Français. Le Fort Ligonier a été fondé pour accueillir les troupes britanniques.

## Démographie
| Groupe            | Ligonier | Pennsylvanie | États-Unis |
| ----------------- | -------- | ------------ | ---------- |
| Blancs            | 98,9     | 81,9         | 72,4       |
| Métis             | 0,5      | 1,9          | 2,9        |
| Autres            | 0,5      | 13,5         | 19,7       |
| Asiatiques        | 0,2      | 2,8          | 4,8        |
| Total             | 100      | 100          | 100        |
|                   |          |              |            |
| Latino-Américains | 0,9      | 5,7          | 16,7       |

Selon l’American Community Survey, pour la période 2011-2015, 98,87 % de la population âgée de plus de 5 ans déclare parler anglais à la maison, alors que 1,29 % déclare parler le grec, 1,28 % l'espagnol et 0,5 % une autre langue.